# The Rosie O'Donnell Show
The Rosie O'Donnell Show fue un talk-show estadounidense producido y presentado por la actriz y comediante Rosie O'Donnell. Estuvo al aire durante seis temporadas y un especial de navidad, de 1996 a 2002 y 2008. En el show se debatían temas muy controvertidos.

## La entrevista a Barbra Streisand
La actriz y cantante Barbra Streisand le concedió una entrevista a O'Donnell el 19 de noviembre de 1997 (este episodio se emitió el 21 de noviembre de ese mismo año).El estudio fue decorado con flores para recibir a la diva. Al presentarla Rosie no pudo contener sus lágrimas,y lloró.
En 1999 le volvió a realizar una entrevista a Barbra,esta vez en la casa de esta última.

## Invitados
- Enya
- Barbra Streisand
- Dolly Parton
- Tom Cruise
- Barbara Walters
- Caroline Rhea
- Madonna
- Kel Mitchell
- Cher
- Britney Spears
- Shakira
- Gloria Estefan
- Céline Dion
- Thalía
- NSYNC
- Spice Girls